# Farstorps församling
Farstorps församling är en församling i Göinge kontrakt i Lunds stift. Församlingen ligger i Hässleholms kommun i Skåne län och ingår i Bjärnums pastorat.

## Administrativ historik
Församlingen har medeltida ursprung.
Församlingen var till 2014 annexförsamling i pastoratet Hästveda och Farstorp. Från 2014 ingår församlingen i Bjärnums pastorat.

## Kyrkor
- Farstorps kyrka